# Nendorp
Nendorp is een dorp in het Duitse deel van het Reiderland. Bestuurlijk maakt Nendorp deel uit van de gemeente Jemgum in de Landkreis Leer.
Nendorp is waarschijnlijk een verbastering van Neues dorp. Nieuw is dan een tegenstelling met het vlakbijgelegen Oldendorp. In het dorp staat een kerk uit 1820.
Ter hoogte van Nendorp ligt in de Eems de stormvloedkering Eemskering.
- Virtual International Authority File: 243900402